# گروه جئو
گروه جئو (انگلیسی: GEO Group) شرکت املاک آمریکایی است، که در سال ۱۹۸۴ توسط جرج زولی تأسیس شد.